# Provincia Nakhon Nayok
Nakhon Nayok (în thailandeză นครนายก) este o provincie (changwat) din Thailanda. Situată în regiunea de Centru, provincia Nakhon Nayok are în componența sa 4 districte (amphoe), 41 de sub-districte (tambon) și 403 de sate (muban). 
Cu o populație de 250.894 de locuitori și o suprafață totală de 2.122,0 km2, Nakhon Nayok este a 70-a provincie din Thailanda ca mărime după numărul populației și a 66-a după mărimea suprafeței.